# Legame a tre centri e due elettroni
Il legame a tre centri e due elettroni, o legame 3c-2e, è un legame chimico dove tre atomi sono legati unicamente da un orbitale molecolare delocalizzato su questi tre atomi, contenente due elettroni. Questo legame è interpretabile solo utilizzando la teoria degli orbitali molecolari. Semplificando, si considera che l'interazione di tre orbitali atomici (uno per ciascuno degli atomi partecipanti) formi tre orbitali molecolari: uno legante, uno non legante e uno antilegante. I due elettroni occupano l'orbitale legante, producendo il legame chimico tra i tre atomi. Il concetto di legame a tre centri e due elettroni è stato introdotto nel 1949 da Christopher Longuet-Higgins e successivamente sviluppato da William Lipscomb. Dal punto di vista geometrico, il legame 3c-2e non è lineare (salvo eccezioni); per confronto il legame a tre centri e quattro elettroni (3c-4e) è invece lineare.

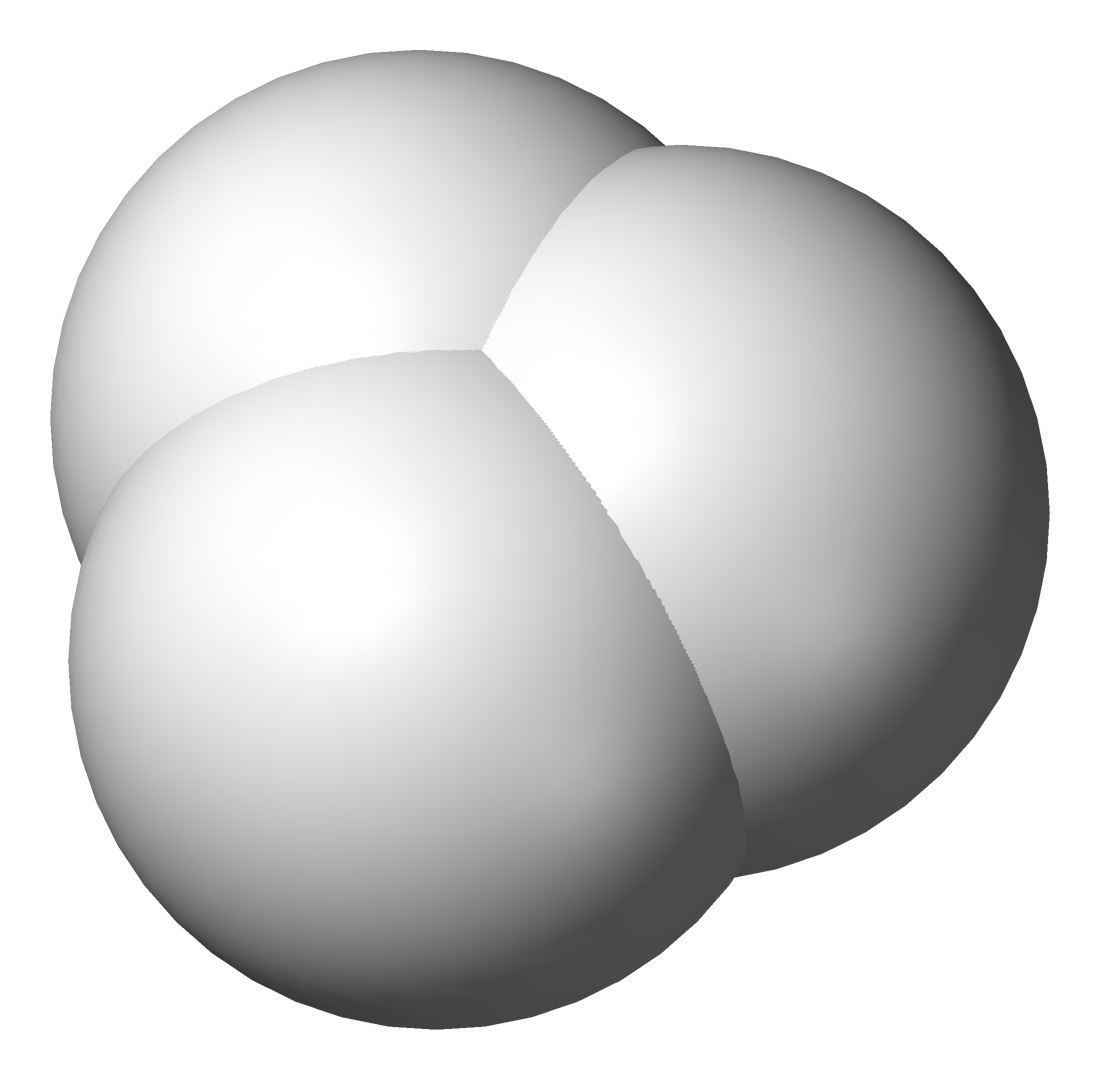
Modello del catione H_{3}^{+}

Il caso più semplice di specie contenente un legame 3c-2e è rappresentato dal catione idrogenonio (H3+), che ha la forma di un triangolo equilatero.
Legami 3c-2e sono molto comuni soprattutto nei borani, dove si osservano sia legami con un idrogeno a ponte tra due atomi di boro (indicati come B–H–B) sia legami centrali fra tre atomi di boro (indicati come BBB). 

Schema di legame a ponte B–H–B
Schema di legame centrale BBB

Alcuni esempi sono illustrati nella successiva galleria. Il B2H6 contiene due legami B–H–B; il B5H9 e il B10H14 sono esempi di borani contenenti legami sia B–H–B che BBB. Altri casi ben noti di legami 3c-2e si riscontrano nel trimetilalluminio e nel trietilalluminio, che hanno struttura e legami simili a quelli del diborano.
- B2H6
- B5H9
- B10H14

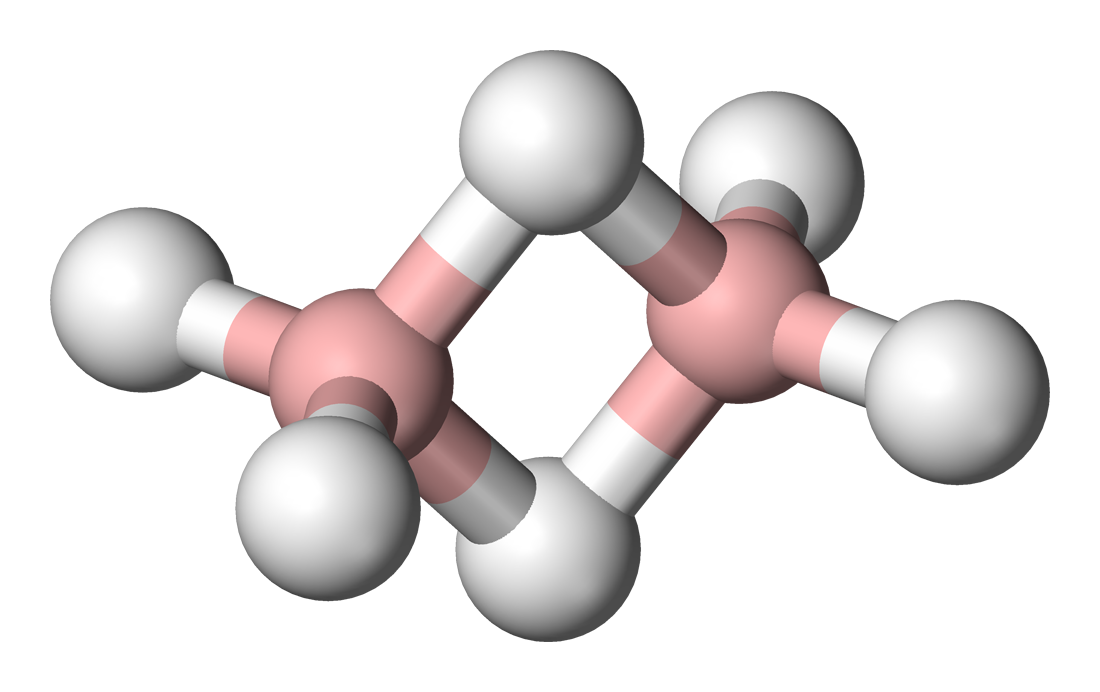
B_{2}H_{6}
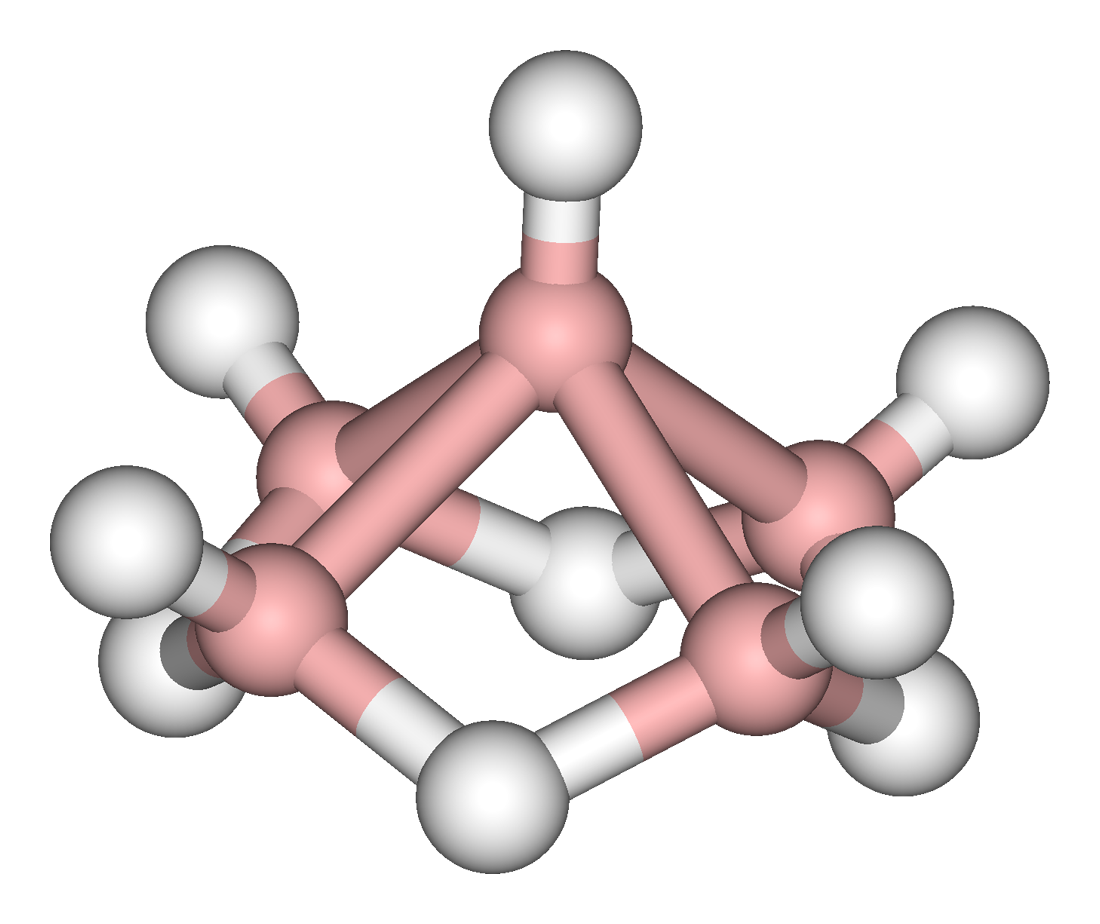
B_{5}H_{9}
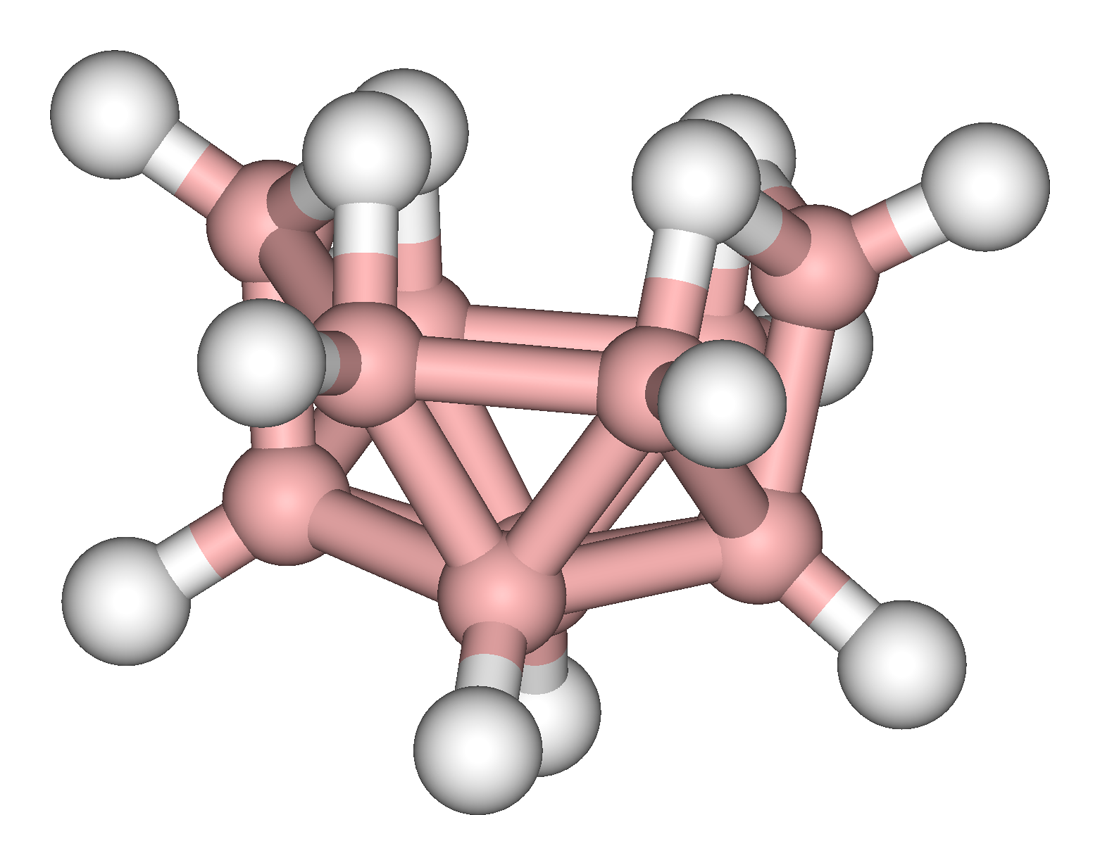
B_{10}H_{14}
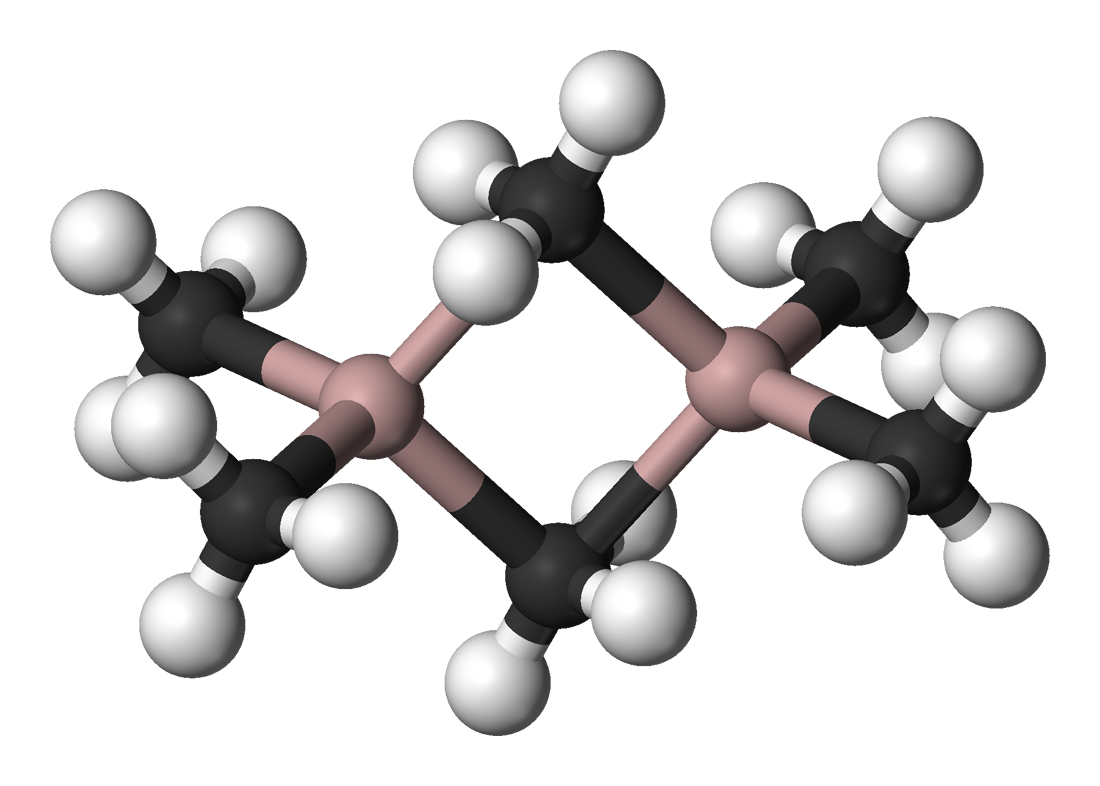
Trimetilalluminio

La denominazione di legame a tre centri e due elettroni è per lo più utilizzata nei campi della chimica inorganica e della chimica organometallica. Legami simili esistono anche nella chimica organica, ma i composti organici che contengono questo tipo di legami sono in genere piuttosto instabili. Ad esempio, i carbocationi danno luogo a riarrangiamenti che passano attraverso stati di transizione a tre centri. 